# Взрывная машинка

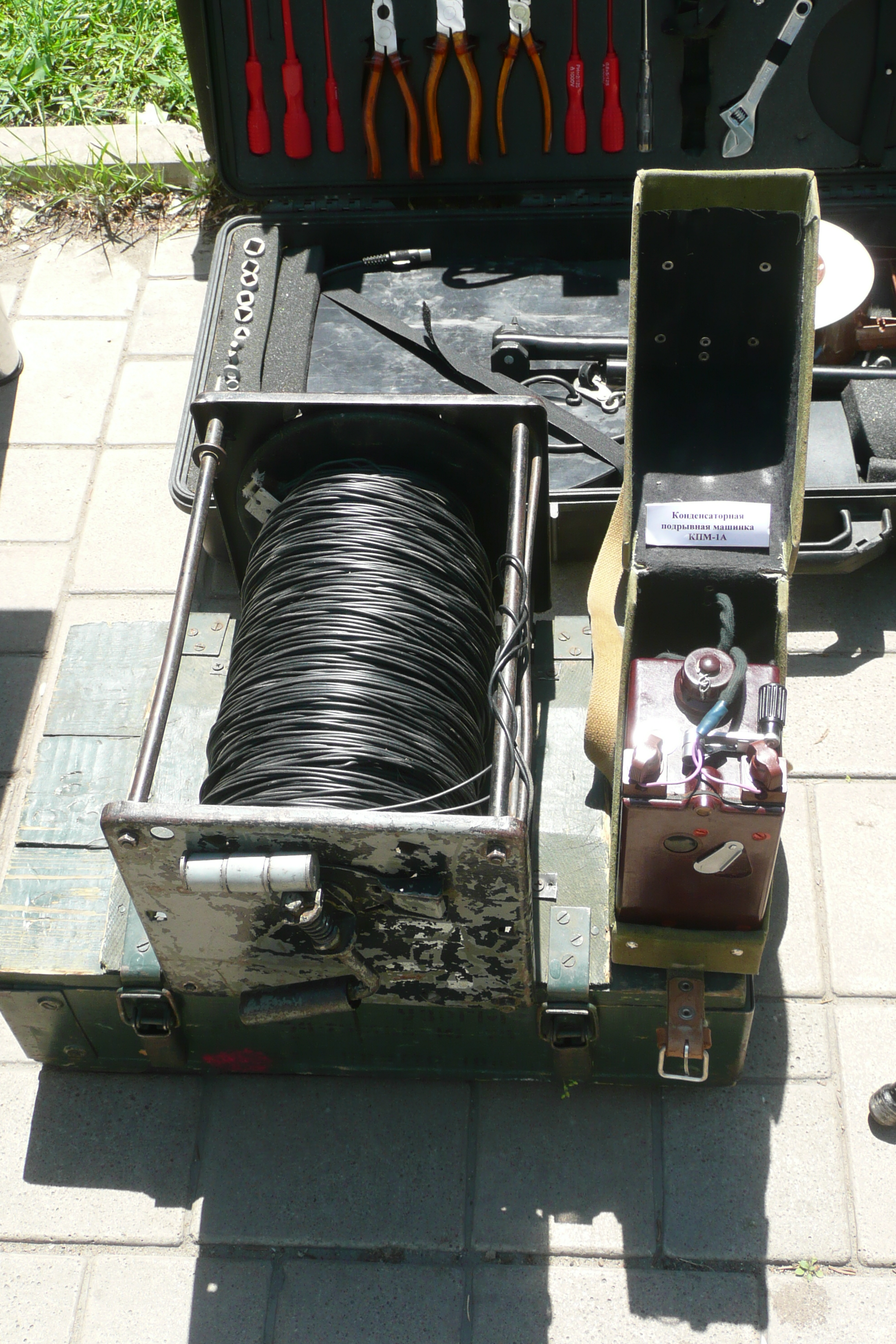
Конденсаторная подрывная машинка КПМ-1А и катушка с проводом

Взрывная машинка (подрывная машинка) — переносной источник электрического тока для взрывания электродетонаторов. Широко применяется для промышленных взрывных работ и в военном деле.
Принцип действия основан на накоплении электрической энергии от источника постоянного (гальваническая батарея, аккумулятор) или переменного (индуктор) тока и быстрой отдаче её во взрывную сеть в момент производства взрыва. Различают такие виды взрывных машинок магнитоэлектрические, динамоэлектрические и конденсаторные.
Наибольшее распространение получили конденсаторные. Принцип её работы основан на том, что при вращении приводной ручки генератора, происходит накопление электрического заряда в электролитическом конденсаторе большой ёмкости, а при нажиме на кнопку взрыва в таких машинках как КПМ-1А У1 электрический заряд напряжением 1500 вольт и силой тока около 6-8 ампер подаётся на выходные клеммы машинки. Такого электрического заряда достаточно, чтобы взорвать до 100 электродетонаторов, соединённых последовательно или до 5 электродетонаторов, соединённых параллельно, при условии что общее сопротивление электровзрывной сети не должно превышать 350 ом.